# Abdel Azim El-Shoura
Abdel Azim El-Shoura – egipski piłkarz grający na pozycji napastnika. W swojej karierze rozegrał 5 meczów w reprezentacji Egiptu.

## Kariera klubowa
W swojej karierze El-Shoura grał w klubie Ghazl El-Mehalla.

## Kariera reprezentacyjna
W reprezentacji Egiptu El-Shoura zadebiutował 3 marca 1990 w przegranym 1:3 grupowym meczu Pucharu Narodów Afryki 1990 z Wybrzeżem Kości Słoniowej (1:3), rozegranym w Algierze. W tym pucharze zagrał również w innych grupowych meczach: z Nigerią (0:1) i z Algierią (0:2). Od 1990 do 1994 wystąpił w kadrze narodowej 5 razy.